# Dirty Laundry (Lied)
Dirty Laundry ist ein Lied von Don Henley aus dem Jahr 1982, das von ihm und Danny Kortchmar geschrieben wurde. Es erschien auf dem Album I Can’t Stand Still und ist Bestandteil des Soundtracks zur Krimiserie Miami Vice.

## Geschichte
Das Lied handelt von einem korrupten, gefühlskalten Reporterteam und von der Boulevardisierung von Nachrichten. Henley singt aus der Sicht des Moderators, der fast ein Schauspieler sein könnte, aber es nicht ist. Thema im Lied ist auch die Gier nach reißerischen Themen wie Todesfälle, Katastrophen und Skandale ohne Rücksicht auf die betroffenen Personen und moralische Werte; bezüglich der Zeile: „We all know that crap is king“ (deutsch etwa: „Wir wissen alle, dass der Mist regiert“). Die Presseberichterstattung über die Todesfälle von Natalie Wood und John Belushi diente als Inspiration, die Zeile: „Is the head dead yet?“ (deutsch: „Ist der Kopf schon tot?“) ist eine Anspielung auf das Attentat auf Ronald Reagan. Die Veröffentlichung fand am 30. Oktober 1982 statt, in Kanada erreichte der New-Wave-Song Platz eins.
In Miami Vice hörte man den Song einmalig in der Episode Hard Rock.

## Rezeption

### Chartplatzierungen
| ChartsChartplatzierungen       | Höchstplatzierung | Wochen |
| ------------------------------ | ----------------- | ------ |
| Österreich (Ö3)                | 8 (12 Wo.)        | 12     |
| Vereinigte Staaten (Billboard) | 3 (19 Wo.)        | 19     |
| Vereinigtes Königreich (OCC)   | 59 (4 Wo.)        | 4      |

| ChartsJahrescharts (1983)      | Platzierung |
| ------------------------------ | ----------- |
| Vereinigte Staaten (Billboard) | 48          |

### Auszeichnungen für Musikverkäufe
| Land/Region               | Auszeichnungen für Musikverkäufe (Land/Region, Auszeichnung, Verkäufe) | Verkäufe  |
| ------------------------- | ---------------------------------------------------------------------- | --------- |
| Vereinigte Staaten (RIAA) | Gold                                                                   | 1.000.000 |
| Insgesamt                 | 1× Gold ·                                                              | 1.000.000 |

## Coverversionen
- Lisa Marie Presley (2005)
- Robin Meade (2011)
- Nickelback (2016)
- Ben Poole (2018)